# باغبانلی، قوبا
باغبانلی (به لاتین: Bağbanlı) یک منطقه مسکونی در جمهوری آذربایجان است که در شهرستان قوبا واقع شده‌است. باغبانلی ۱۵۶۲ نفر جمعیت دارد.

## اقلیم
این منطقه از جمهوری آذربایجان دارای آب و هوای معتدل است.

## درجه حرارت
دمای باغبانلی به‌طور میانگین ۱۲٫۰ درجه سانتی گراد است. اوت به‌طور معمول گرم‌ترین ماه سال است.